# جمهوری دوم ترکستان شرقی
جمهوری دوم ترکستان شرقی (انگلیسی: Second East Turkestan Republic) یک دولت اقماری وابسته به اتحاد جماهیر شوروی سوسیالیستی در شمال سین‌کیانگ (شرق ترکستان) بین ۱۲ نوامبر ۱۹۴۴ و ۲۲ دسامبر ۱۹۴۹ بود.